# 足立正保
足立 正保｛あしだて（あだち） まさやす｝は、元禄年間の柔術家。通称は平陸または文五郎。名を文五郎正隆や手陸とする文献もある。生没年は不詳。飛騨出身であるとされるが、元は加賀藩士であったとする文献もある。四心多久間四代見日流和を起名したとされ、富山に伝えた。

## 活動
門弟の藩士、池崎吉清によって1842年に建てられた、富山市内に現存する石碑『足立塚』によると、天和年間に前田正甫に請われて武芸指南のために飛騨より富山へ来たとされる。実際には正保は仕官せず、正保の飛騨時代(寛永年中)からの弟子、越後浪人の渡辺繁正(長右衛門)が廻国修行の後に富山藩に到り(元禄15年5月病没)、その子である二代目長右衛門が享保3年に召抱えられ
、藩士に指導した。長右衛門から島田庄次郎、須田半次郎、或いは吉田重政といった、伝承史上に名を遺す伝承者へ伝えられ、これ以降同流の伝承が世に出たため、正保は同流中興の祖と位置付けられている。元禄年間(1693)に渡辺繁正に発行した直筆の印可が最古の史料であり、見日流は藩の御留流として伝承され、幕末には藩校をはじめ大別四つの系統に伝承された。

## 逸話
大変な身の軽さを示す逸話を複数残している。流儀の伝承によれば、稲穂の上を歩いて稲穂が倒れなかった、江戸と富山を半日もしくは一日で往復し、江戸の錦絵を持ち帰ったほどの早道だった、などとされる。幕末の丸岡善太郎も同じく身の軽い免許（皆伝）だったとされ、宙をとび、天井へはり付く術を教伝したという。